# UK National Quantum Technologies Programme

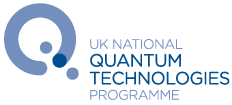
Logo du UK National Quantum Technologies Programme

UK National Quantum Technologies Programme, ou bien UKNQTP ; est un programme britannique sur les technologies quantiques.
Il a été mis en place par le gouvernement britannique  pour traiter les travaux académiques sur la mécanique quantique , et les effets de la superposition quantique et de l'intrication quantique pour de nouveaux produits et services.
Ce programme incite  les physiciens et ingénieurs britanniques à accompagner des entreprises et des entrepreneurs qui ont un intérêt à commercialiser de telles technologies.

## La "deuxième révolution quantique"
La "deuxième révolution quantique", ou "quantum 2.0" est un terme qui est souvent utilisé pour décrire les technologies quantiques basées sur la superposition et l'intrication quantique.
Décrit à l'origine dans un livre de 1997 de Gerard J. Milburn, cette "révolution" suivi ensuite d'un article de 2003 de Jonathan P. Dowling et Gerard J. Milburn ,  ainsi qu'un article de 2003 de David Deutsch.
Ces technologies utilisent des équipements tels que des systèmes laser stabilisés, des pièges à magnéto-optique , des dispositifs à semi-conducteurs refroidis cryogéniques etc pour manipuler puis utiliser des effets quantiques à plusieurs fins. 
Il s'agit notamment du traitement de l' information quantique , tels que l'informatique quantique, la simulation quantique , les communications sécurisées quantiques , la détection quantique et la métrologie et l'imagerie quantique sont largement considérés comme pouvant offrir des capacités qui pourront dépasser les "technologies classiques" existantes et futures.

## Vision
L'idée de ce programme est de créer une communauté de technologies quantiques cohérentes, avec des industriels et des universitaires qui puisse donner au Royaume-Uni une position de pointe dans de nouveaux marchés sur les technologies quantiques -impliquant plusieurs milliards de livres sterling- et ainsi d'améliorer considérablement led valeurs de certaines des plus grandes industries au Royaume-Uni.

## Histoire
L'UKNQTP a été lancé avec un investissement de 270 millions de livres sterling George Osborne (alors Chancelier de l'Échiquier britannique) lors d'une déclaration à l'automne 2013.
En plus de cela, le Defence Science and Technology Laboratory (DSTL) annonce commutativement un investissement de 30  millions de livres sterling  dans un programme pour produire des dispositifs de démonstration.

## Couverture par la presse
Le UKQTP a retenu l'attention des médias britanniques, avec une interview du professeur Miles Padgett sur BBC Radio  le 11 novembre 2015 et de nombreux articles dans New Scientist et Nature Materials.

## Réalisations clés
- À l'été 2013 : Auprès de la DSTL (Defence Science and Technology Laboratory). À la suite d'une consultation avec la communauté académique parait la publication d'un document sur les technologies quantique du Royaume-Uni qui décrit un certain nombre de domaines de recherche prêts à être utilisés pour la défense et l'utilisation commerciale.

- Automne 2013 - Le chancelier britannique George Osborne annonce un investissement de 270 millions de livres sterling dans les technologies quantiques.

- Novembre 2014 - Le ministre des sciences à l'époque, Greg Clark annonce un « réseau national de centres technologiques quantiques ».

- Mars 2015 - Publication de la stratégie pour l'UKNQTP.

- Avril 2015 - Innovate UK annonce des résultats selon lesquels la concurrence « explore les applications commerciales des technologies quantiques ». Un financement de 5 millions de livres sterling est prévu pour les entreprises qui travaillent sur le développement des technologies quantiques.